# MindView
MatchWare MindView Pro/Business (ehemals OpenMind) ist eine kommerzielle Anwendungssoftware zur Erstellung von Mind Maps.
MindView erlaubt das Erstellen und Editieren sog. Business Maps. MindView bietet zahlreiche Funktionen zur Visualisierung bzw. zum optischen Verknüpfung von Mind-Map-Inhalten und zusätzlichen Dateien (Anhängen beliebiger Dateien).
Die Erstellung von sogenannten Business Maps basiert ursprünglich auf der Papier-und-Bleistift-Methode „Mind Mapping“, bietet allerdings die computertypischen Vorzüge des schnellen Änderns von Beziehungen (Drag & Drop von Zweigen).
Bis MindView 5 gab es die Versionen „Pro“ und „Business“, wobei letztere zusätzlich eine Gantt-Ansicht enthielt und damit auch zur Aufgaben- bzw. Projektplanung einsetzbar war. Inzwischen gibt es nur noch eine Version mit sämtlichen Möglichkeiten
Zwischen folgenden Ansichten kann jederzeit umgeschaltet werden:
- Mind Map
- Links/Rechts
- Organigramm
- Gliederung
- Zeitleiste
- Gantt-Diagramm (Business-Version)

Mind Maps können in folgende Formate exportiert werden:
- Webseite
- Bilddatei
- Power Point
- Outlook
- Microsoft Project
- XML
- Zusätzlich direkte Weitergabe mit kostenlosem Player.

Außerdem können Projekte aus Power Point und Microsoft Project importiert werden.
Die Mind Map kann mit der Aufgabenliste in Microsoft Outlook synchronisiert werden. Projektpläne können in MS Project importiert und dort weiterbearbeitet werden.